# Apparato respiratorio

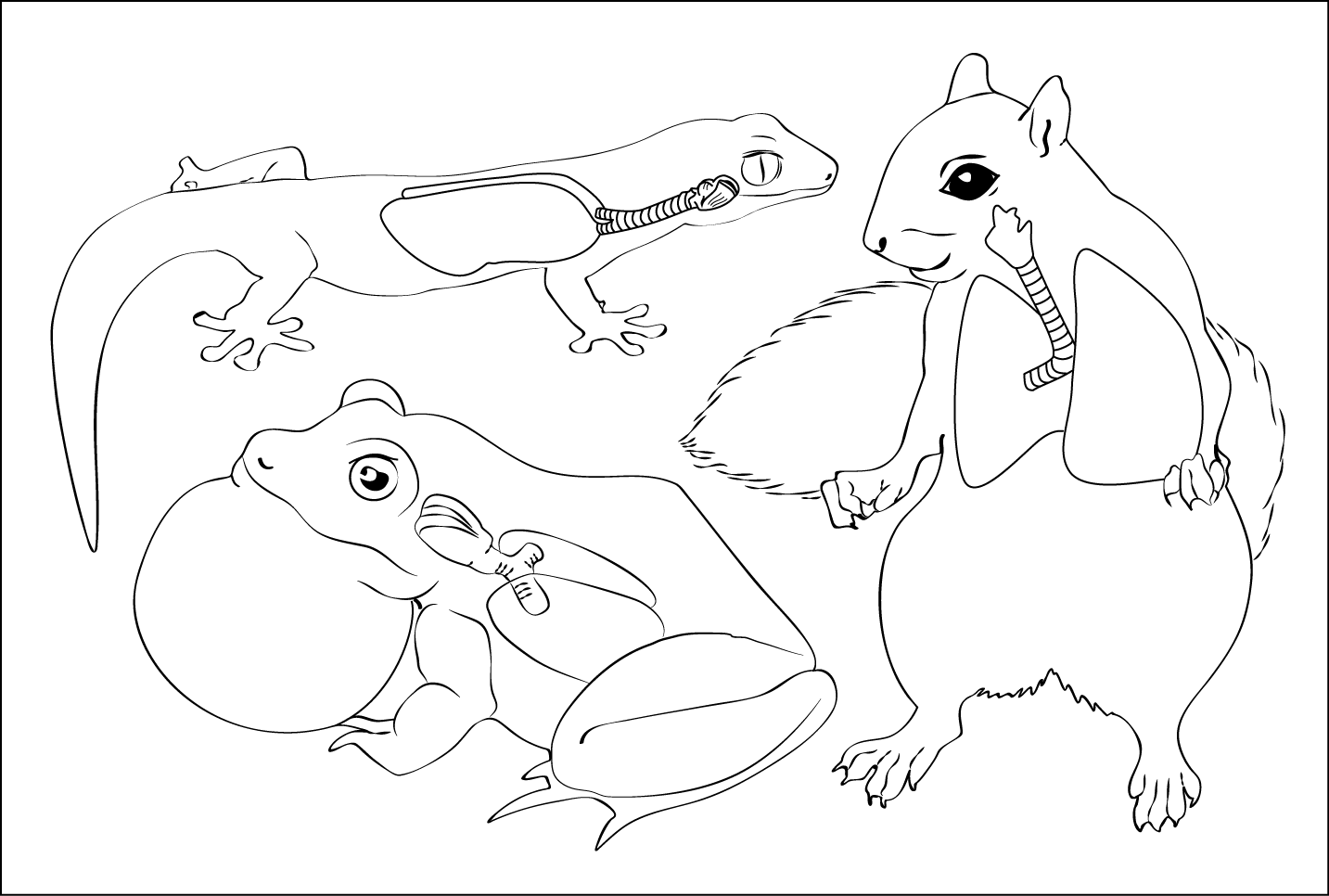
Apparati respiratori di alcuni animali: rettile, anfibio, mammifero.

L'apparato respiratorio è una struttura anatomica adatta alla respirazione, presente sia nelle piante che negli animali.
Negli animali terrestri la superficie respiratoria è situata all'interno, ed è costituita, in particolar modo nei tetrapodi, dalle vie aeree, dai polmoni e da eventuali annessi come i sacchi aeriferi. L'apparato respiratorio permette gli scambi gassosi di ossigeno ed anidride carbonica attraverso l'emoglobina negli eritrociti del sangue secondo un processo chiamato ematosi. Lo scambio dei gas avviene in piccoli sacchi cavi detti alveoli, nei mammiferi e nei rettili, e altri negli uccelli.
Nella maggior parte dei pesci e in molti altri animali acquatici (sia vertebrati che invertebrati) l'apparato respiratorio è costituito da branchie, che sono organi parzialmente o completamente esterni, immersi nell'ambiente acquoso.
Altri animali, come gli insetti, hanno sistemi respiratori con caratteristiche anatomiche molto semplici; negli anfibi anche la pelle gioca un ruolo importante nello scambio di gas. Le piante hanno sistemi respiratori, ma la direzione dello scambio gassoso può essere opposta a quella negli animali. L'apparato respiratorio nelle piante comprende caratteristiche anatomiche come gli stomi.

## Piante
La respirazione delle piante è limitata dal processo di diffusione. Le piante usano il diossido di carbonio nel processo di fotosintesi ed eliminano l'ossigeno gassoso come rifiuto. La fotosintesi usa gli elettroni degli atomi di carbonio per depositare l'energia ottenuta dalla luce solare. Le piante assorbono anidride carbonica attraverso dei buchi, detti stomi, che possono aprirsi e chiudersi e che si trovano sulla parte inferiore delle loro foglie o su altre parti della pianta. La maggior parte delle piante richiede ossigeno per i processi catabolici.

## Invertebrati

### Artropodi
Alcune specie di granchio usano un organo respiratorio chiamato branchiostego. La sua struttura simile a branchia aumenta la superficie utile per lo scambio dei gas, fatto utile per catturare l'ossigeno dall'acqua. Alcuni piccoli ragni e acari possono respirare semplicemente scambiando gas attraverso la superficie corporea. I ragni più grandi, gli scorpioni e altri artropodi usano un polmone primitivo.

### Insetti
La maggior parte degli insetti respira passivamente attraverso aperture nell'esoscheletro, dette stigmi. L'aria raggiunge ogni parte del corpo per mezzo di una serie di piccoli canali dette trachee che vanno assottigliandosi fino ad entrare in contatto con le singole cellule dell'organismo. La diffusione dei gas è efficace sulle piccole distanze ma non su quelle più grandi, questo è uno dei motivi per cui gli insetti hanno solitamente dimensioni ridotte. Gli insetti che non hanno stigmi e trachee, come alcuni collemboli, respirano direttamente attraverso la pelle, per diffusione di gas. Il numero di stigmi di un insetto è variabile tra le specie, ma si trovano sempre in coppia, uno su ciascun lato del corpo. Alcuni ne hanno undici. La maggior parte degli insetti più antichi, come le libellule e le cavallette, hanno due stigmi toracici e otto addominali. Nella restante parte degli insetti ce ne sono meno. Alcuni piccoli insetti non mostrano movimenti respiratori e possono non avere controllo muscolare sugli spiracoli. Altri invece utilizzano la contrazione muscolare del ventre, insieme alla contrazione coordinata e il rilassamento degli stigmi, per ridurre la perdita di acqua nell'atmosfera.

### Molluschi
I molluschi sono generalmente dotati di branchie che consentono lo scambio di gas tra l'ambiente acquoso e i loro sistemi circolatori. Questi animali possiedono anche un cuore che pompa il sangue contenente emocianina. I molluschi hanno quindi un sistema respiratorio simile a quello dei pesci vertebrati. L'apparato respiratorio dei gasteropodi può includere anche branchie o polmoni.

## Pesci
L'ossigeno è scarsamente solubile in acqua, per questo i pesci hanno sviluppato le branchie, organi specializzati contenenti filamenti che si dividono ulteriormente in lamelle. Le lamelle contengono una rete capillare dotata di pareti sottili e fitte che fa sì che una grande superficie di scambio venga messa a contatto con i grandi volumi di acqua circostante. Le branchie usano un sistema di scambio controcorrente che aumenta l'efficienza di assorbimento dell'ossigeno dall'acqua. L'acqua ossigenata fresca introdotta attraverso la bocca viene pompata ininterrottamente attraverso le branchie in una direzione, mentre il sangue delle lamelle scorre nella direzione opposta, creando un flusso controcorrente di sangue e acqua. L'acqua viene aspirata attraverso l'apertura della bocca e la chiusura dell'opercolo (copertura della branchia). Contemporaneamente le camere branchiali si allargano, producendo una pressione inferiore rispetto a quella della bocca, facendo scorrere l'acqua sulle branchie. Nel mentre, nella cavità orale vengono chiuse le valvole orali passive, che impediscono il reflusso di acqua dalla bocca. L'acqua dalla bocca passa nelle camere branchiali, che si contraggono svuotandosi attraverso le aperture opercolari. Il sangue nei capillari lamellari scorre nella direzione opposta a quella dell'acqua, e perciò il flusso controcorrente mantiene un gradiente di concentrazione costante per l'ossigeno e l'anidride carbonica lungo l'intera lunghezza di ciascun capillare. L'ossigeno è quindi in grado di diffondersi continuamente nel sangue, secondo il suo gradiente, mentre l'anidride carbonica viene rilasciata nell'acqua.

## Anfibi
Negli anfibi sia i polmoni che la pelle fungono da organi respiratori. La ventilazione dei polmoni anfibi è a pressione positiva: i muscoli abbassano il pavimento della cavità orale, ampliandola e aspirando aria attraverso le narici. Il pavimento della cavità orale viene sollevato con la chiusura delle narici e della bocca, forzando l'aria lungo la trachea fino ai polmoni. La pelle di questi animali è molto vascolarizzata e umida, grazie alla secrezione di muco da cellule specializzate, ed è coinvolta nella respirazione cutanea. I polmoni sono gli organi principali per quanto riguarda lo scambio di gas tra il sangue e l'aria ambientale (fuori dall'acqua), le proprietà uniche della pelle invece aiutano lo scambio dei gas quando gli anfibi sono immersi in acqua. Alcuni anfibi hanno branchie, sia nelle prime fasi del loro sviluppo (ad esempio nei girini), mentre altri li mantengono nell'età adulta (ad esempio alcune salamandre).

## Rettili
La struttura anatomica dei polmoni dei rettili è meno complessa che nei mammiferi. I rettili infatti sono privi di una struttura ampia e complessa delle vie aeree come quella presente nei polmoni dei mammiferi. Lo scambio di gas nei rettili avviene negli alveoli. I rettili non possiedono un diaframma, quindi, la respirazione avviene attraverso il cambiamento del volume della cavità corporea, controllato dalla contrazione dei muscoli intercostali. Fanno eccezione le tartarughe, dove la contrazione di specifiche coppie di muscoli laterali governa sia l'inspirazione che l'espirazione.

## Uccelli
L'apparato respiratorio degli uccelli differisce significativamente da quello dei mammiferi. Gli uccelli hanno polmoni rigidi che non si espandono e si contraggono durante il ciclo respiratorio. Sono dotati di un ampio sistema di sacchi aeriferi distribuiti nel corpo che agiscono come un soffietto: aspirano l'aria ambientale nelle sacche e la espellono dopo che è passata attraverso i polmoni. Gli uccelli non hanno diaframma o cavità pleuriche. L'inalazione e l'espirazione sono effettuate aumentando e diminuendo il volume dell'intera cavità toracico-addominale usando i muscoli addominali e costali. I polmoni degli uccelli sono più piccoli di quelli di mammiferi di uguali dimensioni, mentre le sacche d'aria rappresentano il 15% del volume totale del corpo. Durante l'inspirazione i muscoli attaccati alle costole vertebrali si contraggono in avanti e verso l'esterno, aumentando sia il diametro verticale che trasversale della porzione toracica del tronco. L'aumento di volume dell'intera cavità del tronco riduce la pressione dell'aria in tutti i sacchi toracico-addominali, facendoli riempire d'aria. Durante l'espirazione il muscolo obliquo esterno inverte il movimento inalatorio: comprime il contenuto addominale, aumentando la pressione in tutte le sacche d'aria. L'aria viene quindi espulsa dall'apparato respiratorio e avviene l'espirazione. Durante l'inalazione l'aria entra nella trachea, attraverso le narici e la bocca e continua fino alla siringe, dove la trachea si dirama in due bronchi, che continuano fino al polmone. Le estremità dei bronchi intrapolmonari scaricano aria nelle sacche d'aria posteriori all'estremità caudale dell'uccello.

## Mammiferi

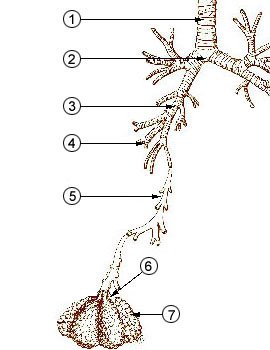
Albero respiratorio:
1. Trachea
2. Bronco
3. Bronco lobulare
4. Bronco segmentale
5. Bronchioli
6. Dotto alveolare
7. Alveolo

Nell'uomo e in altri mammiferi, l'anatomia di un tipico sistema respiratorio è costituito da differenti parti che sono:
- gli organi cavi da dove passano aria e gas, i quali vengono convogliati all'interno o all'esterno dei polmoni rispettivamente durante i processi di inspirazione ed espirazione;
- i polmoni, in cui avviene lo scambio di gas con il sangue, a livello degli alveoli.

Ad essi vanno ad aggiungersi eventuali organi ausiliari, tra cui:
- la cassa toracica, costituita da costole, vertebre toraciche e sterno, che fornisce il supporto strutturale;
- i muscoli, come il diaframma e i muscoli intercostali, che permettono l'allargamento della gabbia toracica e l'espansione dei polmoni

Il tratto respiratorio può essere diviso in un tratto superiore e inferiore. Il tratto superiore comprende il naso e le cavità nasali, i seni paranasali, la faringe e la parte della laringe al di sopra delle corde vocali. Il tratto inferiore invece comprende la parte inferiore della laringe, la trachea, i bronchi, i bronchioli e gli alveoli.
Le vie respiratorie del tratto inferiore vengono spesso definite albero tracheobronchiale. La trachea e i bronchi, così come i bronchioli più grandi hanno la funzione di portare l'aria ai bronchioli respiratori, ai dotti alveolari e agli alveoli, dove avviene lo scambio di gas.
I primi bronchi a ramificarsi dalla trachea sono i bronchi principali di destra e di sinistra. I bronchi entrano nei polmoni tramite l'ilo, dove si diramano in bronchi secondari più stretti detti bronchi lobulari, che a loro volta si diramano in bronchi segmentali. In media il numero di diramazioni dell'albero respiratorio nell'uomo adulto sono 23, mentre il topo ne ha solo 13.
Gli alveoli sono la parte finale dell'albero, a fondo cieco, perciò l'aria che li penetra deve uscire attraverso lo stesso percorso.

### Mammiferi particolari
I cavalli sono respiratori nasali obbligati, quindi differiscono da molti altri mammiferi che hanno la possibilità di respirare attraverso la bocca.
L'elefante è l'unico mammifero noto per non avere uno spazio pleurico. La pleura parietale e viscerale sono composte da tessuto connettivo denso e unite tra loro tramite tessuto connettivo lasso. Si ritiene che la mancanza dello spazio pleurico, insieme al diaframma insolitamente spesso, siano adattamenti evolutivi che permettono all'elefante di rimanere sott'acqua per lunghi periodi di tempo. Nell'elefante i polmoni sono attaccati al diaframma e la respirazione si basa principalmente sul diaframma piuttosto che sull'espansione della gabbia toracica.

### Umani
Dal punto di vista della struttura l'apparato respiratorio umano è costituito da:
- naso esterno (fosse nasali e cavità nasali);
- faringe;
- laringe;
- trachea;
- bronchi e bronchioli;
- polmoni costituiti da alveoli polmonari;
- pleura (costituito da pleura interna (detta anche "viscerale") ed esterna (detta anche "parietale"), al cui interno è presente il liquido pleurico).

#### Vie aeree
Le vie aeree sono formate da organi cavi in cui le sostanze gassose vengono trasportate da o verso i polmoni. I polmoni devono essere mantenuti costantemente liberi, motivo per cui sono sostenuti esternamente da una struttura ossea, cartilaginea e muscolare. Pur essendo in continuità tra di loro, le vie aeree vengono suddivise in vie aeree superiori e inferiori, in base ad aspetti organogenetici e clinici.
- Le vie aeree superiori sono costituite dal naso esterno e cavità orali, insieme con le fosse nasali e seni paranasali; la faringe, la laringe e la trachea. Questo tratto è parzialmente in comune con l'apparato digerente, e ha diverse funzioni accessorie come l'umidificazione e il riscaldamento dell'aria, oltre alla cattura del pulviscolo e dei microrganismi derivati dall'esterno per mezzo del muco, espulso verso l'alto tramite le ciglia dell'epitelio. Gli organi delle vie aeree superiori derivano dai quattro archi faringei, che compaiono circa alla quinta settimana di sviluppo embrionale.
- Le vie aeree inferiori sono costituite dai bronchi, che sono a loro volta costituiti da anelli di tessuto di cartilagine sulla parte anteriore, e da tessuto connettivo nella parte posteriore.

##### Polmoni
Il polmone è l'organo essenziale per la respirazione dei vertebrati. La sua principale funzione è di trasportare l'ossigeno dall'atmosfera al sangue e di espellere l'anidride carbonica dal sangue verso l'ambiente esterno. I polmoni possono funzionare indipendentemente l'uno dall'altro, sia per il nutrimento che per la vascolarizzazione. Sono rivestiti da una membrana chiamata pleura viscerale, che a sua volta si continua in una pleura parietale che riveste la cavità toracica. Il sottile spazio tra le due membrane, spazio pleurico, è ripieno di un liquido che riduce l'attrito tra polmone e parete toracica e aiuta a creare una pressione negativa tra le due membrane, impedendo il collasso dei polmoni e la chiusura delle vie aeree inferiori.
La trachea si biforca in due bronchi, ciascuno dei quali conduce ad un polmone. All'interno dei polmoni, i bronchi si ramificano ripetutamente in tubi sempre più sottili chiamati bronchioli, i quali terminano in grappoli di sacche aeree chiamate alveoli. Quest'ultimi cedono al sangue l'ossigeno appena inalato, scambiandolo con l'anidride carbonica, che lo stesso sangue ha trasportato da tutto l'organismo.

#### Fisiologia

##### Inspirazione ed espirazione
L'atto respiratorio si divide in due fasi: inspirazione ed espirazione.
L'inspirazione avviene grazie alla contrazione dei muscoli intercostali e del diaframma, che provoca un aumento di volume polmonare e una diminuzione della pressione intrapleurica: ne consegue un'aspirazione dell'aria nei polmoni.
L'espirazione solitamente è passiva, determinata dal rilascio della forza elastica del parenchima polmonare. Il volume toracico diminuisce, i polmoni vengono compressi e l'aria espulsa.
In un uomo adulto con un'inspirazione normale vengono introdotti circa 0.5 litri di aria, mentre con un'inspirazione forzata si arriva a circa 3 litri di aria introdotta. Con un'espirazione forzata si espellono circa 1.1 litri di aria. Il totale di tutta questa aria è di circa 4.8 litri d'aria, e viene detta capacità vitale. Nei polmoni rimane sempre un volume residuo d'aria di 1,2 litri. La capacità polmonare totale è di 5.8 litri.
A livello alveolare vi è uno scambio dei gas tra aria e sangue: l'ossigeno passa dall'alveolo al sangue e l'anidride carbonica dal sangue all'alveolo per diffusione o secondo gradiente di concentrazione (passaggio passivo). Anche a livello cellulare l'ossigeno passa da sangue a cellula e l'anidride carbonica da cellula a sangue per diffusione.
Entrambi i gas vengono portati in tutto il corpo attraverso il circolo ematico. L'ossigeno si lega all'atomo di ferro dell'eme, gruppo prostetico dell'emoglobina contenuta all'interno dei globuli rossi, per essere trasportato ai tessuti; l'anidride carbonica si lega invece all'acqua presente nel sangue.

#### Patologie
Le vie respiratorie e i polmoni sono bersaglio di malattie gravi provocate da batteri, virus e sostanze tossiche (gas, polveri ecc.), nonché da tumori: i primi possono penetrare con facilità nell'apparato respiratorio insieme all'aria inspirata. I disturbi del sistema respiratorio possono essere classificati in diversi gruppi generali:
- Condizioni ostruttive delle vie aeree (ad es. enfisema, bronchite, asma)
- Condizioni restrittive polmonari (ad es. fibrosi, sarcoidosi, versamento pleurico)
- Malattie vascolari (ad es. edema polmonare, embolia polmonare, ipertensione polmonare)
- Malattie infettive, ambientali e di altro tipo (ad es., polmonite, tubercolosi, asbestosi)
- Tumori primitivi (ad es. carcinoma bronchiale, mesotelioma)
- Tumori secondari (ad es. tumori metastatici)
- Tensioattivi insufficienti (ad es. sindrome da stress respiratorio dei neonati).